# Concluderend verband
Een concluderend verband is een zins- of alineaverband dat een conclusie tussen zinnen of alinea's aanduidt. Signaalwoorden die zo'n verband kunnen aanduiden zijn: dus, alles overziend, concluderend, daarom, dat houdt in.
Voorbeeld: "Dit jaar wil ik op vakantie naar Turkije en dat kost nogal wat. Ik moet dus echt een zaterdagbaantje nemen om dit te kunnen betalen." of: ik heb het vermoeden dat er iemand in de problemen zit. ik zal dus moeten gaan helpen.
Concluderend verband · middel-doelverband · oorzakelijk verband · opsommend verband · redengevend verband · samenvattend verband · tegenstellend verband · toelichtend verband · uitleggend verband · vergelijkend verband · voorwaardelijk verband